# Çukurbük, Kavak
Çukurbük là một xã thuộc huyện Kavak, tỉnh Samsun, Thổ Nhĩ Kỳ. Dân số thời điểm năm 2010 là 265 người.